# Gare de L'Assomption
La gare de L'Assomption, située Boulevard L'Ange Gardien à L'Assomption, était desservie par deux lignes de Via Rail Canada. Il y passait trois trains par semaine, dans chaque direction. Il s'agissait d'un arrêt sur demande indiqué par un simple panneau indicateur.

## Histoire
Le 27 juin 2017, la gare de L'Assomption est fermée avec la gare d'Ahuntsic par Via Rail. Elles sont remplacées par les gares de Sauvé et Anjou.

## Service des voyageurs
Gare fermée en 2017.